# LFG Roland C.V
Le LFG Roland C.V était un avion de reconnaissance allemand de la Première Guerre mondiale.